# Ԋ
La Komi Nje (Ԋ ԋ; cursiva: Ԋ ԋ) es una letra del alfabeto molodtsov, una variante del alfabeto cirílico. Se usó solo en la escritura del idioma komi en la década de 1920 y en el idioma moksha. [cita requerida] Su forma es similar a la letra hwair (Ƕ ƕ), pero la forma minúscula es una versión pequeña de la letra mayúscula. 
Representa la nasal palatal /ɲ/, el mismo sonido que hace la letra Ñ en español. Corresponde a la letra nje (Њ њ), y al dígrafo NJ (NJ Nj nj) utilizado en los idiomas croata y serbio.

## Códigos de computación
| Carácter      | Ԋ                                 | Ԋ                                 | ԋ                                 | ԋ                                 |
| ------------- | --------------------------------- | --------------------------------- | --------------------------------- | --------------------------------- |
| Unicode       | LETRA MAYÚSCULA CIRÍLICA KOMI NJE | LETRA MAYÚSCULA CIRÍLICA KOMI NJE | LETRA MINÚSCULA CIRÍLICA KOMI NJE | LETRA MINÚSCULA CIRÍLICA KOMI NJE |
| Codificación  | decimal                           | hex                               | decimal                           | hex                               |
| Unicode       | 1290                              | U+050A                            | 1291                              | U+050B                            |
| UTF-8         | 212 138                           | D4 8A                             | 212 139                           | D4 8B                             |
| Ref. numérica | &#1290;                           | &#x50A;                           | &#1291;                           | &#x50B;                           |